# Michele Esposito
Michele Esposito, né le 29 septembre 1855 à Castellammare di Stabia – mort le 19 novembre 1929 à Florence, est un pianiste, chef d'orchestre et compositeur italien.

## À noter
Michele Esposito a dédié ses Ballades op. 59 (1907) à la compositrice allemande Agnes Zimmermann.